# 马尼哈里
马尼哈里（Manihari），是印度比哈尔邦Katihar县的一个城镇。总人口21783（2001年）。

## 人口
该地2001年总人口21783人，其中男性11523人，女性10260人；0—6岁人口4088人，其中男2113人，女1975人；识字率44.11%，其中男性为52.39%，女性为34.81%。